# Carla Luyer
Carla Admiraal-Luyer (4 februari 1946) is een Nederlandse voormalige atlete, die gespecialiseerd was in het speerwerpen. Ze werd tweemaal Nederlands kampioene in deze discipline.

## Biografie
Haar eerste succes met de speer behaalde Luyer in 1964 door op de Nederlandse jeugdkampioenschappen in Rotterdam het onderdeel speerwerpen te winnen. In 1968 behaalde ze op de Nederlandse kampioenschappen in Groningen een bronzen medaille. 
Twee jaar later veroverde zij in Haarlem haar eerste nationale titel. Ze won deze titel met het oude model speer, dat tot 1999 in gebruik was. In 1971 prolongeerde ze haar titel, ondanks dat ze met 42,40 minder ver wierp. Dit was tevens haar laatste titel, want hierna stond ze nog driemaal op het podium bij een NK, maar niet op de hoogste trede, ook al was haar prestatie op de NK van 1972 in Kerkrade van 46,52 haar beste prestatie ooit op een nationaal kampioenschap. Bij die gelegenheid moest zij echter in haar clubgenote Lida Kuys haar meerdere erkennen, die haar met een worp van 47,60 de baas bleef. Die afstand had zij anderhalve maand eerder bij een wedstrijd in Den Haag met haar PR-prestatie van 47,90 zelf nog overtroffen.  
In haar actieve tijd was Admiraal-Luyer, in het dagelijks leven lerares lichamelijke opvoeding, aangesloten bij het Haagse LDA en DEM.

## Nederlandse kampioenschappen
| Onderdeel   | Jaar       |
| ----------- | ---------- |
| speerwerpen | 1970, 1971 |

## Persoonlijk record
| Onderdeel   | Prestatie | Datum       | Plaats   |
| ----------- | --------- | ----------- | -------- |
| speerwerpen | 47,90 m   | 4 juni 1972 | Den Haag |

## Palmares

### speerwerpen
- 1964: 6e NK - 34,68 m
- 1965: 5e NK - 36,25 m
- 1966: 5e NK - 35,02 m
- 1968:  NK - 43,16 m
- 1969:  NK - 41,04 m
- 1970:  NK - 46,22 m
- 1971: 5e Interl. Oost-Duitsland-Ned. te Erfurt - 39,88 m
- 1971:  NK - 42,40 m
- 1971: 4e Interl. Ned.-Frankrijk-Roemenië te Uden - 44,00 m
- 1972: 4e Interl. Engeland-DDR-Ned. te Londen - 44,85 m
- 1972: 6e Interl. Roemenië-Ned.-Tsjecho-Slowakije te Boekarest - 41,98 m
- 1972:  Ned.-Canada te Sittard - 44,60 m
- 1972:  NK - 46,52 m
- 1973:  NK - 42,04 m
- 1974:  NK - 43,32 m